# Pronúncia de l'occità
Per a conèixer la llista de les lletres de l'occità, vegeu: alfabet occità.
La pronunciació de l'occità, en norma clàssica occitana, es fa segons regles de lectura constants i regulars, amb ben poques excepcions.
Per raons de claredat pedagògica i d'economia, aquest article presenta les regles de pronunciació més generals, en funció de les modalitats regionals més esteses de l'occitan larg, sense tenir en compte tots els matisos locals. Dins del requadre, la pronunciació per defecte (en l'alfabet fonètic internacional), dins la columna central, és la del llenguadocià, la qual és també la pronunciació de la major part dels altres dialectes; s'indica la pronunciació regional diferenciada, dins la columna de la dreta, només quan és diferent de la del llenguadocià.
- Nota — Pel vivaroalpí, s'indica ací sobretot les tendències fonètiques del vivaroalpí de l'est (alpí). Cal saber que el vivaroalpí de l'oest (vivarodelfinès) té una pronunciació bastant similar a la de l'alvernès.

## El principi de les grafies englobants
L'ortografia de l'occità (en la norma clàssica) té regles de pronunciació variables segons els dialectes. Un dels principis és privilegiar les "grafies englobants" o "grafies suport": una mateixa manera d'escriure accepta regles de pronunciació segons els dialectes. Aquest principi entra dins del principi més general de la "diasistemacitat", és a dir, es posen en valor les correspondències regulars entre els diferents dialectes, els quals són units dins el mateix diasistema (el sistema de les correspondències interdialectals que fan cohesió de la llengua occitana).

## Vocals
| Grafema                                                               | Pronunciació per defecte                                    | Pronunciació regional diferenciada |
| --------------------------------------------------------------------- | ----------------------------------------------------------- | --- |
| a en general                                                          | [a]                                                         | alvernès i llemosí: - [a] si és tònica - [ɒ] si és abans de l'accent tònic |
| -a final, àtona                                                       | [o̞ / ɔ]                                                     | niçard i vivaroalpí: [a] (també cap a Nimes, Montpeller, Seta i a tot el sud-alvernès) |
| -as final, terminació àtona                                           | [o̞s / ɔs / o̞s]                                              | - provençal: [o̞] ([o̞S / ɔs / es] dins els verbs a la 2a persona del singular) - niçard: [a] ([as/es] dins els verbs a la 2a persona del singular) - vivaroalpí: [as] - alvernès: [a] - llemosí: [aː]           |
| -an final, terminació tònica                                          | [a] ([an] dins certs mots internacionals)                   | - provençal, niçard, vivaroalpí: [aⁿ] - llemosí i alvernès: [ɔ] ([aⁿ] dins certs mots internacionals) (també aquesta pronunciació es troba dins els parlars llenguadocians i vivaroalpins del Massís Central). |
| -an final, terminació àtona dins els verbs a la 3a persona del plural | [o̞n / ɔn]                                                   | - provençal, niçard, vivaroalpí, alvernès, llemosí: [ɔⁿ] - Nota - Al costat de la pronunciació referencial [ɔn], [ɔⁿ], es pot escoltar també [un], [uⁿ] dins força parlars.                                    |
| à                                                                     | [a]                                                         | |
| á                                                                     | [ɔ]                                                         | - provençal i niçard: [e] - montpellerenc, cevenol: [ɛ] |
| ai                                                                    | [aj]                                                        | provençal, vivaroalpí, alvernès, llemosí: - [aj] si és tònic - [ej] si és àton |
| au                                                                    | [aw]                                                        | provençal, vivaroalpí, alvernès, llemosí: - [aw] si és tònic - [ɔw] si és àton |
| è                                                                     | [ɛ]                                                         | - alvernès: [e] - llemosí: [e], però no es fa cap distinció entre [e] i [ɛ]. |
| e, é                                                                  | [e]                                                         | - alvernès: [ə/ɪ] - llemosí: [e], però no es fa cap distinció entre [e] i [ɛ]. |
| i                                                                     | * [i] * [j] després de vocal * [i] o [j] davant d'una vocal | |
| í                                                                     | [i]                                                         | |
| -ion final                                                            | [ju]                                                        | - provençal: [juⁿ (jeⁿ)] - niçard, vivaroalpí: [juⁿ] - llemosí: [ju (i)] |
| ò                                                                     | [ɔ]                                                         | niçard: [wa] en general, però [ɔ] en certs mots (també [wɔ, ɔ] en certs parlars provençals, llenguadocians, vivaroalpins i alvernesos)                                                                         |
| ó                                                                     | [u]                                                         | |
| o                                                                     | * [u] * [u] o [w] davant d'una vocal                        | |
| oi, ói                                                                | [uj]                                                        | llemosí: [wej] (també en provençal marítim) |
| oï, oí                                                                | [ui] o [wi]                                                 | |
| u                                                                     | * [y] * [w] després vocal * [y] o [ɥ] davant una vocal      | En certs parlars de la costa mediterrània, u passa de [y] a [œ]. |
| uè, ue                                                                | uè [ɥɛ]                                                     | - gascó: ue [we] - llemosí: ue [œ] - alvernès: uè [œ] - vivaroalpí, niçard, provençal: ue [ɥe] |
| uò                                                                    | [jɔ (ɥɔ)]                                                   | |

### Vocal +sen llemosí i en alvernès
- En llemosí, una s a final de síl·laba és sovint muda, però allarga la pronunciació de la vocal precedent:
  - as, às, ás [aː]
  - es, és [ej]
  - ès [e] a final de mot
  - is, ís [iː]
  - òs [ɔː]
  - os, ós [uː]
  - us, ús [yː]
  - s es pronuncia sempre en els mots internacionals.

- En alvernès, una s a final de síl·laba és sovint muda, però no allarga la vocal precedent.
  - as, às, ás [a]
  - es, és [ɪj]
  - ès [e] a final de mot
  - is, ís [i]
  - òs [ɔ]
  - os, ós [u]
  - us, ús [y]
  - Per contra s es pronuncia davant c/qu, p, t, ch (almanco en sud-alvernès).
  - s es pronuncia sempre en mots internacionals.

## Consonants
| Grafema                          | Pronúncia per defecte                                                                           | Pronúncia regional diferenciada |
| -------------------------------- | ----------------------------------------------------------------------------------------------- | --- |
| b                                | [b] ([β] entre dues vocals o al contacte de [ɾ], [l] e [z])                                     | - provençal, niçard, vivaroalpí, llemosí: [b] - alvernès: - [b] - [bj] davant i, u |
| -b final                         | [p]                                                                                             | provençal, alvernès, llemosí: muda (rarament: [p] en els mots internacionals) |
| bt                               | [tt]                                                                                            | - llemosí, alvernès, provençal, niçard, vivaroalpí: [t] |
| c                                | * [k] * [s] davant e, i                                                                         | - alvernès: - [k] - [kj] davant u - [s] davant e - [ʃ] davant i |
| -c final                         | [k]                                                                                             | provençal, alvernès, llemosí: muda (rarament: [k] en els mots internacionals) |
| ç                                | [s] davant a, o, u                                                                              | - alvernès: - [s] davant a, o - [ʃ] davant u |
| -ç final                         | [s]                                                                                             | - alvernès, llemosí: muda (rarament: [s] en els mots internacionals) - provençal: [s] (però muda després d'un diftong) |
| cc només davant e, i             | [ts]                                                                                            | - gascó: [ks (ts)] - llemosí, vivaroalpí, niçard, provençal: [ks (s)] - alvernès: - [ks] davant e - [kʃ] davant i |
| ch                               | [tʃ]                                                                                            | - llemosí: [ts] (també en alguns parlars llenguadocians, vivaroalpins i provençals) - alvernès: - [ts] - [tʃ] davant i, u |
| -ch final                        | [tʃ]                                                                                            | - alvernès, llemosí: muda (rarament: [ts] en els mots internacionals) - provençal: muda (rarament: [tʃ] en els mots internacionals) |
| d                                | [d] ([ð] entre dues vocals o al contacte de [ɾ], [l] i [z])                                     | - provençal, niçard, vivaroalpí, llemosí: [d] - alvernès: - [d] - [dj] davant i, u |
| -d final                         | [t]                                                                                             | - provençal, alvernès, llemosí: muda (rarament: [t] en els mots internacionals) |
| dd                               | [dd]                                                                                            | provençal, niçard, vivaroalpí, alvernès, llemosí: [d] |
| f                                | [f]                                                                                             | - alvernès: - [f] - [fj] davant i, u |
| g                                | * [g] ([ɣ] entre dues vocals o al contacte de [ɾ], [l] e [z]) * [dʒ] davant e, i                | - gascó: - [g] ([ɣ] entre dues vocals o al contacte de [ɾ], [l] i [z]) - [ʒ] davant e, i - provençal, niçard, vivaroalpí: - [g] - [dʒ] davant e, i - llemosí: - [g] - [dz] davant e, i (també en alguns parlars llenguadocians, vivaroalpins i provençals) - alvernès: - [g] - [gj] davant u - [dz] davant e - [dʒ] davant i |
| -g final                         | * [k] * [tʃ] en alguns mots                                                                     | - llemosí, alvernès, provençal: muda |
| gd                               | [t]                                                                                             | - gascó, llemosí, alvernès, provençal, niçard, vivaroalpí: [d] |
| gu davant e, i                   | [g] ([ɣ] entre dues vocals o al contacte de [ɾ], [l] i [z])                                     | - provençal, niçard, vivaroalpí, llemosí: [g] - alvernès: - [g] davant e - [gj] davant i |
| gü (o gu, dièresis facultativa)  | [gw] ([ɣw] entre dues vocals o al contacte de [ɾ], [l] i [z])                                   | provençal, niçard, vivaroalpí, alvernès, llemosí: [gw] |
| h                                | muda                                                                                            | - gascó: [h] |
| j                                | [dʒ]                                                                                            | - gascó: [ʒ] - llemosí: [dz] (també en alguns parlars llenguadocians, vivaroalpins i provençals) - alvernès: - [dz] - [dʒ] davant i, u |
| k                                | [k]                                                                                             | - alvernès: - [k] - [kj] davant i, u |
| l                                | [l]                                                                                             | - alvernès: - [l] - [lj] davant i, u |
| -l final                         | [l]                                                                                             | - [l] en general - Però a la major part dels dialectes, -l final és muda en mots accentuats a l'avantpenúltima síl·laba. |
| ll                               | [ll]                                                                                            | provençal, niçard, vivaroalpí, alvernès, llemosí: [l] |
| lh                               | [ʎ]                                                                                             | provençal: [j] |
| -lh final                        | [l]                                                                                             | provençal, niçard, alvernès, llemosí: [j] |
| m                                | * [m] en general * [m] davant p, b, m * [n] davant una consonant excepte p, b, m                | - gascó: - [m] en general - [m] davant p, b, m, n, s - [n] davant una consonant altra que p, b, m, n, s - llemosí:, vivaroalpí, niçard, provençal - [m] en general - [ⁿ] davant una consonanta (seminasalització de la vocal precedent) - alvernès: - [m] - [mj] davant i, u - [ⁿ] davant una consonant (seminasalització de la vocal precedent) |
| -m final                         | [n]                                                                                             | - llemosí, alvernès, provençal, niçard: [ⁿ] (seminasalització de la vocal precedent) - vivaroalpí: - [m] - [ⁿ] als verbs de la 1a persona del plural (seminasalització de la vocal precedent) - gascó: [m] |
| mm                               | [mm]                                                                                            | provençal, niçard, vivaroalpí, alvernès, llemosí: [m] |
| n                                | * [n] * [m] davant p, b, m * [ŋ] davant c/qu, g/gu * [ɱ] davant f                               | - provençal, niçard, vivaroalpí, llemosí: - [n] - [ⁿ] davant una consonant (seminasalització de la vocal precedent) - alvernès: - [n] - [nj] davant i, u - [ⁿ] davant una consonant (seminasalització de la vocal precedent) |
| -n final                         | muda en general ([n] en certs mots)                                                             | - alvernès, llemosí: muda en general ([ⁿ] en certs mots: seminasalització de la vocal precedent) - provençal, niçard, vivaroalpí: [ⁿ] (seminasalització de la vocal precedent) |
| nn                               | [nn]                                                                                            | provençal, niçard, vivaroalpí, alvernès, llemosí: [n] |
| -nd final -nt final              | [n]                                                                                             | - llemosí, alvernès, provençal: [ⁿ] (seminasalització de la vocal precedent) - niçard: [ⁿt, ⁿ] - vivaroalpí: [ⁿt] |
| nh                               | [ɲ]                                                                                             | |
| -nh final                        | [n]                                                                                             | - llemosí, alvernès, provençal, niçard: [ⁿ] (seminasalització de la vocal precedent) - gascó, vivaroalpí: [ɲ] |
| p                                | [p]                                                                                             | - alvernès: - [p] - [pj] davant i, u |
| -p final                         | [p]                                                                                             | - provençal, alvernès, llemosí: muda (rarament: [p] en els mots internacionals) - niçard: - [p] en general - [w] als tres mots còp, tròp, cap = [ˈtʀɔw, ˈkɔw, ˈkaw] que també es poden escriure tròup, còup, caup (el cap de la costa marítima es pronuncia [ˈkaw] però el cap en sentit de la part del cos o de dirigent es pronuncia [ˈkap]) |
| qu                               | [k]                                                                                             | - alvernès: - [k] - [kj] davant i |
| qü (o qu, dièresis facultativa)  | [kw]                                                                                            | |
| r                                | * [ɾ] apical breu * [r] apical llarga al començament de mot * [r] apical llarga després de n, l | - provençal, niçard: - [ʀ] uvular en general - [ɾ] apical breu entre dues vocals - vivaroalpí, alvernès, llemosí: [ɾ] apical breu o també, eventualment, [ʀ] uvular |
| rr entre dues vocals             | [r] apical llarga                                                                               | - provençal, niçard: [ʀ] uvular - vivaroalpí, alvernès, llemosí: [ɾ] apical breu o també, eventualment, [ʀ] uvular |
| -r final                         | muda en general ([ɾ] en certs mots)                                                             | - llemosí: - [ɾ] - muda en els verbs a l'infinitiu acabats en -ar [a], -ir [i], -er [ej] - muda a les terminacions -ier, -er. - muda després d'un diftong - alvernès: - [ɾ] - muda en els vèrbs a l'infinitiu acabats en -ar [a], -ir [i], -er [ɪj] - muda en les terminacions -èir, -er, -dor. - muda després d'un diftong - provençal, niçard: - [ʀ] - muda en els verbs a l'infinitiu acabats en -ar [a], -ir [i], -er [e] - muda en les terminacions -ier, -er, -dor. - muda després d'un diftong - vivaroalpí: [ɾ]; es pronuncia en tota mena de terminacions, fins i tot en els verbs a l'infinitu |
| -rm final                        | [ɾ]                                                                                             | - provençal, niçard: [ʀ] - vivaroalpí: [ɾm] |
| -rn final                        | [ɾ]                                                                                             | - provençal: [ʀ] - niçard: [ʀp] - vivaroalpí: [ɾn] |
| s                                | * [s] * [z] entre dues vocals                                                                   | - alvernès: - [s] - [ʃ] davant i, u - [z] entre dues vocals - [ʒ] entre dues vocals, davant i, u |
| -s final                         | * [s] * muda en alguns mots com pas, pus, res, dins posats davant d'una consonant               | - gascó: [s] - alvernès, llemosí: - muda en general ([s] en els mots internacionals) - tot i ser muda, pot influenciar la pronuncia de la vocal precedent, cf. secció del damunt"Vocals + s". - provençal, niçard: - [s] - muda després d'un diftong - muda en certs mots com pas, pus, ges, dins - muda als plurals acabats per -s - tanmateix, -s muda es pronuncia de nou[z] davant un mot que comença per una vocal |
| ss entre dues vocals             | [s]                                                                                             | - alvernès: - [s] - [ʃ] davant i, u |
| sh                               | [ʃ]                                                                                             | En gascó, la i és muda entre una vocal i sh: peish [ˈpeʃ] |
| t                                | [t]                                                                                             | - alvernès: - [t] - [tj] davant i, u |
| -t final                         | [t]                                                                                             | - provençal, alvernès, llemosí: muda (rarament: [t] als mots internacionals) - vivaroalpí: - [t] - muda en certs mots, en particular als participis passats acabats en vocal + -t |
| tg davant e, i tj davant a, o, u | [tʃ]                                                                                            | - gascó, provençal, niçard, vivaroalpí: [dʒ] - llemosí: [dz] (també en certs parlars llenguadocians, vivaroalpins i provençals) - alvernès: - [dz] - [dʒ] davant i, u |
| tl                               | [ll]                                                                                            | - llemosí, alvernès: [ⁿl] - provençal, niçard, vivaroalpí: [l] |
| tm                               | [mm]                                                                                            | - llemosí, alvernès: [ⁿm] - provençal, niçard, vivaroalpí: [m] |
| tn                               | [nn]                                                                                            | - llemosí, alvernès: [ⁿn] - provençal, niçard, vivaroalpí: [n] |
| tz entre dues vocals             | [ts]                                                                                            | - gascó, llemosí, alvernès, provençal: [dz] - vivaroalpí, niçard: [z] |
| -tz final                        | [ts]                                                                                            | - provençal, niçard, vivaroalpí: [s] - alvernès, llemosí: muda |
| v                                | [b] ([β] entre dues vocals o al contacte de [ɾ], [l] i [z])                                     | - provençal, niçard, vivaroalpí, llemosí: [v] - alvernès: - [v] - [vj] davant i, u |
| w                                | [w], [b (β)] segons els mots                                                                    | - provençal, niçard, vivaroalpí, alvernès, llemosí: [w], [v] segons els mots |
| x                                | * [ts] * [s] davant una consonant                                                               | - gascó: - [ks (ts)] - [gz (dz)] al prefix ex- davant una vocal - [s] davant una consonant - llemosí, vivaroalpí, niçard, provençal: - [ks (s)] - [gz (z)] al prefix ex- davant una vocal - [s] davant una consonant - alvernès: - [ks] - [kʃ] davant i, u - [gz] al prefix ex- davant una vocal - [gʒ] al prefix ex- davant i, u - [s] davant una consonant |
| y                                | [i], [j] segons els mots                                                                        | |
| z                                | [z]                                                                                             | - alvernès: - [z] - [ʒ] davant i, u |
| -z final                         | [s]                                                                                             | |

### Particularitats llenguadocianes
També cal tenir present que el llenguadocià:
- Ha uniformitzat les seqüències [ps], [ts] i [ks] amb la pronúncia única [ts]: los còps [lus ˈkɔts], los baobabs [luz βauˈβats], la sinòpsi [la siˈnɔtsi], los amics [luz aˈmits], occitan [utsiˈta], bòxa [ˈbɔtsɔ], fax [ˈfats].
- Fa sovint una assimilació en un grup de dues consonants: la primera consonant pren el so de la segona consonant: captar [katˈta], acte [ˈatte], subjècte [sydˈdʒɛtte], fotbòl [fubˈbɔl].

## Algunes excepcions
Els mots amb una pronúncia irregular són poc nombrosos.
- Amb (emb, dab) és una ortografia unificada que recapta pronúncies força diverses segons els parlars:
  - llenguadocià: amb [amb] davant vocal, [am] davant p, b, m, [an] davant les altres consonants (pronúncies més locals: [ambe, ame, abe, ɔmb, ɔn, ɔmbe, ɔnd, ɔnde...]).
  - provençal: amb [am] davant vocal, [ame] davant consonant (pronúncies més locals: [em, eme, me...])
  - niçard: emb [emb] davant vocal, [embe] davant consonant (pronúncies més locals: [em, eme, me...])
  - vivaroalpí: amb [amb] davant vocal, [ambe] davant consonant (pronúncies més localas: [ɔw, abu, bu...])
  - alvernès: amb [ɒmb] davant vocal, [ɒⁿ] davant consonant (pronúncies més locals: [bej...])
  - llemosí: emb (rarament amb) [emb (ɒmb)] davant vocal, [eⁿ (ɒⁿ)] davant consonant
  - gascó: dab [dap] (pronúncies més locals: [tamb, damb...])
- Paur ("por") es pronuncia en general [ˈpɔw]. Tanmateix es pot pronunciar [ˈpaw] en alvernès i en niçard.
- A benlèu i bensai ("potser") (gascó bensè), la n de l'element ben- no es pronuncia.
- A tanben i tanplan, les dues n no es pronuncien en general. Tot i així es pronuncien en provençal, niçard i vivaroalpí.

## Signes diacrítics
Alguns signes diacrítics serveixen per a modificar o precisar la pronúncia de les lletres de l'alfabet occità.
- L'accent greu (_̀) es pot trobar a à, è, ò. En certes condicions, indica que les vocals porten l'accent tònic i que tenen un so obert: 
  - à [a]
  - è [ɛ] (en alvernès [e])
  - ò [ɔ] (en niçard [wa, ɔ]

- L'accent agut (_́) es pot trobar a á, é, ó, í, ú. En certes condicions, indica que les vocals porten l'accent tònic i que tenen un so tancat: 
  - á [ɔ] (en provençal i niçard [e])
  - é [e] (en alvernès [ə/ɪ])
  - ó [u]
  - í [i]
  - ú [y].

- La dièresi (¨) es pot trobar a ï, ü.
  - Indica que aquestes lletres formen una síl·laba diferent (un hiat) d'aquella de la vocal precedent. Per exemple aü [a.y] fa dues síl·labes distintes (o un hiat), mentre que au [aw] fa una sola síl·laba (o un diftong). Exemples: aï (arcaïc, païsatge), eï (Preïstòria), iï (en niçard diïi per disiái), oï (Soïssa, oïstití), aü (aürós, ataüc), eü (reünir), oü (groüm).
    - Nota 1 - L'accent gràfic, posat després d'una vocal, indica que hi ha un hiat i fins i tot que hi ha un accent tònic irregular: país (però païses, païsatge), Loís (però Loïsa, Loïson), soís (però soïssa, Soïssa), i en niçard aí (= òc).
    - Nota 2 - La seqüència oï/oí es llegeix com un hiat [u.i] però també es pot llegir com un diftong [wi]: Loís, Loïsa, Loïson, soís, soïssa, Soïssa. És diferent de la seqüència oi/ói que es llegeix [uj]: conoissi, conóisser; en gascó batoi, digoi.
    - Nota 3 - El Conselh de la Lenga Occitana ha abandonat la dièresis a ë en 1997: poesia, coerent (ja no poësia*, coërent* ).

  - També la dièresis s'utilitza, facultativament, per indicar que en els grups gü [gw] e qü [kw] cal pronunciar la ü: lingüistica, igüana, bilingüe bilingüa, eqüacion, aqüifèr, ubiqüitat. Essent facultativa la dièresis, també es pot escriure linguistica, iguana, bilingue bilingua, equacion, aquifèr, ubiquitat. En la pràctica corrent del gascó, els mots força usuals s'escriuen més aviat sense dièresis: guardar, quan, quate (eventualament güardar, qüan, qüate).

- Es pot trobar una lletra modificada igual que el català, la c trencada (ç). Aquesta lletra indica que es pronuncia [s] davant a, o, u i a final de mot: balançar, çò, dançum, brèç. Sense la cedilla, la lletra c es pronunciaria [k] en aquestes posicions.
- El punt volat (·) es pot trobar entre les consonants següents: n·h i s·h. S'utilitza en gascó. Indica que les lletres separades pel punt es pronuncien distintament: 
  - n·h [n]+[h] és distint de nh [ɲ] Per exemple: el mot gascó in·hèrn (en altres varietats d'occità: infèrn).
  - s·h [s]+[h] és distint de sh [ʃ]. Per exemple: el mot gascó des·har (en altres varietats d'occità: desfar).

Cal notar que els signes diacrítics són obligatoris sobre les majúscules tant com sobre les minúscules. Aquesta regla ajuda a precisar la lectura: Índia, Àustria, Sant Çubran, FÒRÇA, SOÏSSA, IN·HÈRN (i no pas India*, Austria*, Sant Cubran*, FORCA*, SOISSA*, INHERN* ).

## Regles d'accentuació
En occità, l'accent tònic pot caure:
- sobre la darrera síl·laba: mots oxítons (o mots aguts).
- sobre l'avantdarrera síl·laba: mots paroxítons (o mots plans).
- sobre l'avant-avantdarrera síl·laba: mots proparoxítons (o mots esdrúixols): això és només possible en niçard i en cisalpí.

En certs casos, l'accent tònic (pronunciat) és indicat amb un accent gràfic (escrit).
- a. L'accent tònic cau sobre la darrera síl·laba en els mots que s'acaben:
  - per una consonant: revelh, occitan, magnific.
  - per un diftong (vocala + -u o vocala + -i): progressiu, verai.

- b. L'accent tònic cau sobre ’avantdarrera síl·laba en certs mots que s'acaben:
  - per una vocal o per una vocal + -s: aiga, aigas, libre, libres, analisi, analisis, quilo, quilos, Osiris, virus.
  - per una vocal + -n del plural (als verbs de la 3a persona del plural): parlan, dison, gascó disen.
  - pel plural provençal en -ei, -eis: aquelei, aqueleis.

- c. També, l'accent tònic cau sobre l'l’avantdarrera síl·laba als mots que s'acaben per dues vocals, quan formen dues síl·labes ben diferents (l'accent tònic toca a l'avantdarrera vocal): Tanzania (accent tònic sobre i), filosofia (accent tònic sobre i), energia (accent tònic sobre i), assidua (accent tònic sobre u), estatua (accent tònic sobre u), avoï (avoe, avoo) (accent tònic sobre l'avantdarrera o).

- d. En certs mots que segueixen les regles precedents, les vocals tòniqus oberts è i ò s'escriuen amb un accent greu per fi de distingir-les de les vocals tòniques tancades e i o: tèsta ~ cresta; còrsa ~ corsa.
  - Nota — En aquest cas, el llemosí no distingeix pas è i e en general: testa, cresta.

- e. Accentuació irregular — Els mots que no respecten pas les regles (a), (b) i (c) tenen llur accent tònic en un lloc irregular. Doncs l'accent tònic hi és indicat sistemàticament amb un accent gràfic. Les vocals tòniques obertes duen alhora un accent greu (è, ò, à) i les vocals tòniques tancades un accent agut (é, ó, á, í, ú).
  - Mots irregulars, acabats per una vocal o per una vocal + -s: parlarà, parlaràs, teniá, teniás, cafè, cafès, casinò, casinòs, perqué, aquí, aquò, cangoró, precís.
  - Mots irregulars, acabats per una consonant: crèdit, cóser, ténher, ésser, Fèlix, àngel, títol, cònsol.
  - Mots irregulars, verbs acabats per -n de la 3a persona del plural: parlaràn, parlarián, gascó parlarén, gascó vengón.
  - Mots irregulars, acabats per dues vocals, amb l'accent tònic abans: comèdia, gràcia, tendéncia, Varsòvia, lópia.
  - Segons el mateix principi, en niçard i en cisalpí, els mots accentuats sobre l'avant-avantdarrera síl·laba (proparoxítons) sempre reben un accent gràfic: pàgina, ànima, síngaro, Mónegue.